# Хелена фон Брауншвайг-Волфенбютел
Хелена фон Брауншвайг-Люнебург-Волфенбютел (на немски: Helene von Braunschweig-Lüneburg-Wolfenbüttel; † 1373) от род Велфи е принцеса от Брауншвайг-Люнебург-Волфенбютел и чрез женитба графиня на Хоя.
Тя е дъщеря на херцог Магнус II фон Брауншвайг-Люнебург-Волфенбютел († 1373) и принцеса Катарина фон Анхалт-Бернбург(† 1390), дъщеря на княз Бернхард III († 1348) и Агнес фон Саксония-Витенберг († 1338).
Тя умира през 1373 г. и е погребана в Нинбург.

## Фамилия
Хелена се омъжва на 17 април 1390 г. за граф Ерих I фон Хоя (* 1370; † 1426).Двамата имат шест деца:
- Йохан V († 1466), граф на Хоя, женен за Елизабет фон Дипхолц (* ок. 1460)
- Албрехт († 1470), епископ на Минден
- Ото († 1440), домпропст в Хамбург и администратор на Бремен
- Ерих († 1458), домпропст в Кьолн и администратор на Оснабрюк
- Хелена († 1426), съпруга на граф Адолф VIII фон Холщайн-Шауенбург († 1370)
- Ерменгард (* ок. 1410), 1428 съпруга на граф Ото VII фон Текленбург († 1450/сл. 1452)